# توماس سكينر
توماس سكينر هو عسكري كندي، ولد في 22 مايو 1804 في سانت جونز في كندا، وتوفي في 24 يوليو 1877 في المملكة المتحدة.